# SpaceX CRS-5
SpaceX CRS-5, também conhecido como SpX-5, foi uma missão do Commercial Resupply Services para a Estação Espacial Internacional (ISS), conduzida pela SpaceX para a NASA, que foi lançada em 10 de janeiro de 2015 e encerrada em 11 de fevereiro de 2015. Foi o sétimo lançamento da espaçonave de carga Dragon da SpaceX e a quinta missão operacional da SpaceX contratada para a NASA sob um contrato Commercial Resupply Services da ISS.

## Lançamento

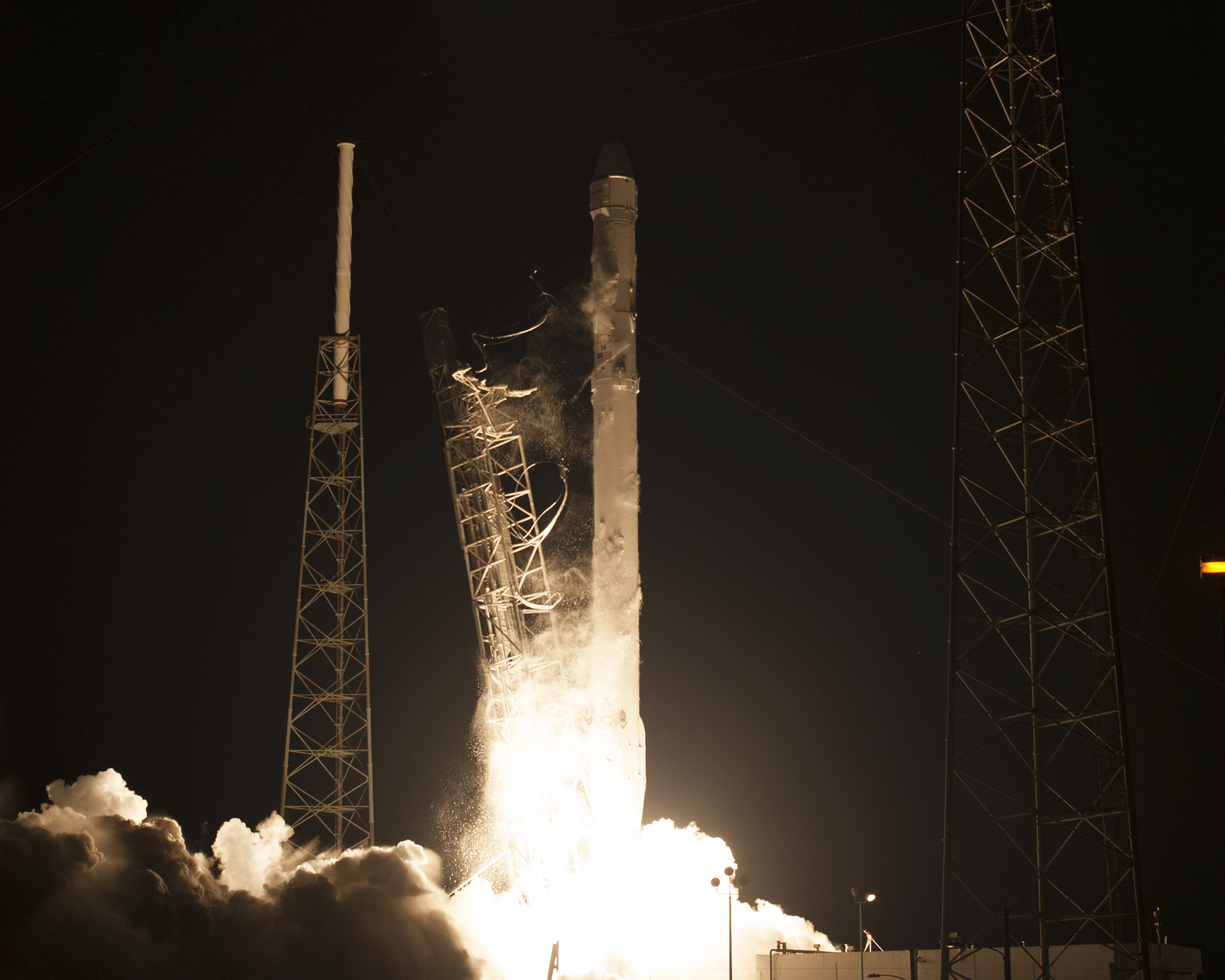
Lançamento do Falcon 9 transportando a CRS-5

Em julho de 2014, o lançamento foi agendado pela NASA para dezembro de 2014, com o atracamento na Estação Espacial Internacional (ISS) projetada para ocorrer dois dias após o lançamento. Originalmente programado para um lançamento em 16 de dezembro de 2014, a missão foi alterada para 19 de dezembro de 2014, a fim de dar à SpaceX mais tempo de preparação para um lançamento bem-sucedido. O lançamento foi adiado novamente para 6 de janeiro de 2015, a fim de permitir mais testes antes de se comprometer com uma data de lançamento firme.
Em 6 de janeiro de 2015, a tentativa de lançamento foi colocada em espera 1 minuto 21 segundos antes da decolagem programada após um membro da equipe de lançamento notar o desvio do atuador em um dos dois sistemas de controle de empuxo vetorial do motor de segundo estágio do Falcon 9. Como este lançamento teve uma janela de lançamento instantânea, o que significa que não são possíveis atrasos na sequência de lançamento, o lançamento foi adiado para 9 de janeiro de 2015. Em 7 de janeiro de 2015, o lançamento foi remarcado para 10 de janeiro de 2015.
O veículo de lançamento Falcon 9 transportando a espaçonave Dragon CRS-5 foi lançada com sucesso em 10 de janeiro de 2015 às 09:47:10 UTC. A Dragon chegou à ISS em 12 de janeiro de 2015. Foi agarrada pelo Mobile Servicing System (Canadarm2) às 10:54 UTC e atracado ao módulo Harmony às 13:56 UTC.

## Carga útil primária
A cápsula Dragon CRS-5 transportou 2.317 kg de carga para a Estação Espacial Internacional (ISS). Incluídos neste foi 490 kg de provisões e equipamentos para a tripulação, 717 kg de hardware da ISS, 577 kg de equipamentos científicos e experimentos e 494 kg do Cloud Aerosol Transport System (CATS).
CATS é um instrumento de sensoriamento remoto LIDAR projetado para medir a localização, composição e distribuição de poluição, poeira, fumaça, aerossóis e outras partículas na atmosfera. O CATS deve ser instalado nas instalações externas do módulo Kibō e deve funcionar por pelo menos seis meses e até três anos.
Após a conclusão de sua estadia, a Dragon foi carregado com 1.332 kg de carga, devolvendo-o de volta à Terra.

## Teste de voo pós-lançamento

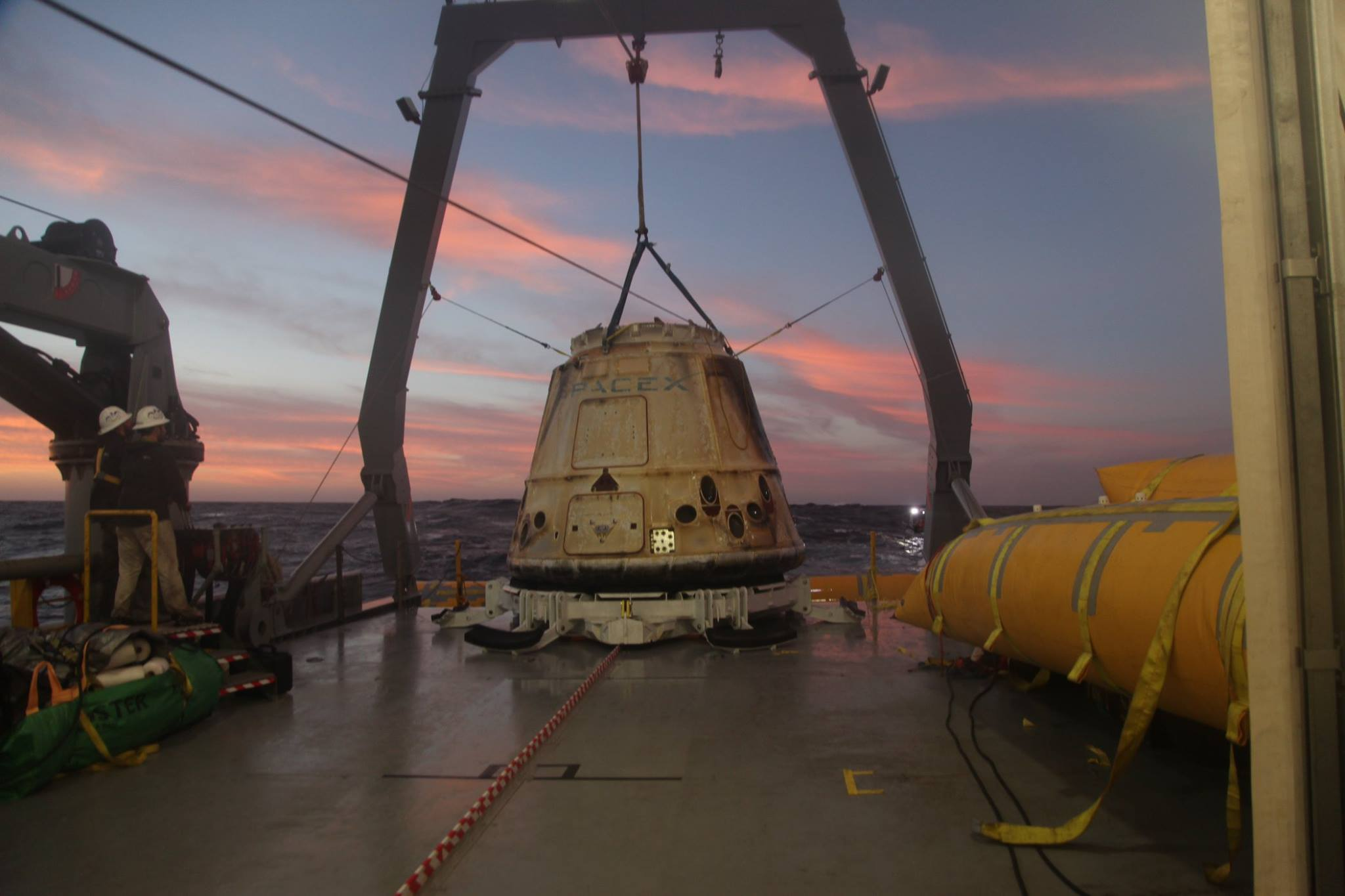
Dragon CRS-5 a bordo do navio de recuperação

Em um voo de teste sem precedentes, a SpaceX tentou retornar o primeiro estágio do Falcon 9 através da atmosfera e pousá-lo em uma plataforma flutuante de 90 m × 50 m chamada de autonomous spaceport drone ship. Em outubro de 2014, a SpaceX revelou que a balsa estava sendo construída para a SpaceX na Luisiana, e em meados de dezembro de 2014, a balsa estava ancorada em Jacksonville, Flórida, pronto para ir ao mar para apoiar a tentativa de pouso de voo de teste.

### Resultados da primeira tentativa de pouso
A SpaceX tentou um pouso na balsa-drone em 10 de janeiro de 2015. Muitos dos objetivos do teste foram alcançados, incluindo o controle de precisão da descida do primeiro estágio para pousar na plataforma em um ponto específico no Oceano Atlântico Sul e uma grande quantidade de dados de teste foi obtido a partir do primeiro uso de superfícies de controle de aletas de manobra usadas para um posicionamento de reentrada mais preciso. No entanto, o primeiro estágio foi destruído devido a um pouso forçado. Elon Musk disse que um dos possíveis problemas eram as aletas de manobra ficando sem fluido hidráulico.
O webcast da SpaceX indicou que a queima do foguete auxiliar e queima de reentrada para o primeiro estágio descendente ocorreram, e que a descida então foi "abaixo do horizonte", como esperado, o que eliminou o sinal de telemetria ao vivo. Pouco tempo depois, a SpaceX divulgou informações de que o primeiro estágio chegou à balsa-drone conforme planejado, mas "pousou com força ... a própria balsa-drone ficou bem. Alguns dos equipamentos de suporte no convés precisarão ser substituídos". A SpaceX fez um vídeo da tentativa de pouso disponível no Vine.